# Wojna jądrowa

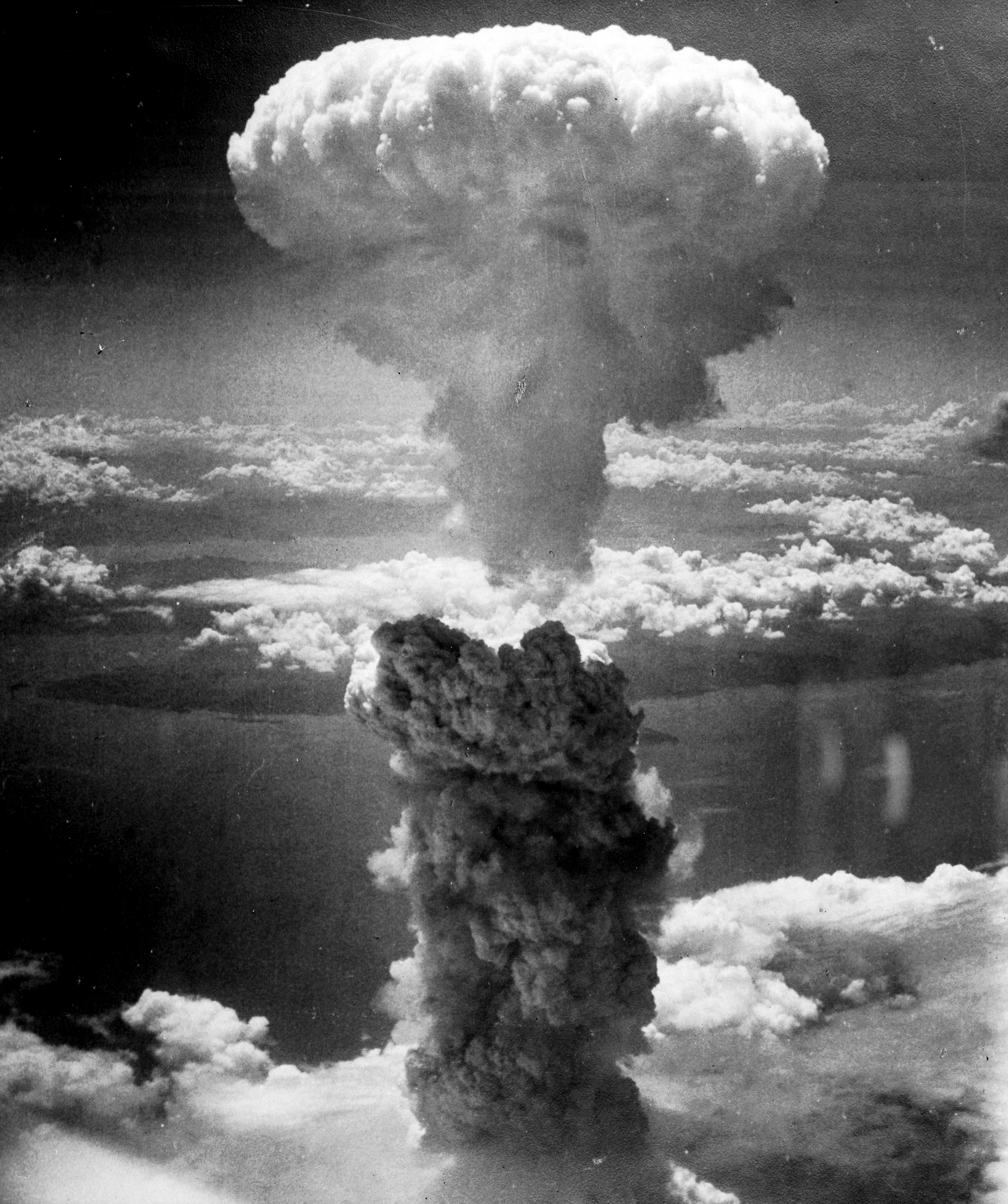
Wybuch broni jądrowej nad Nagasaki, 9 sierpnia 1945

Wojna jądrowa – użycie broni jądrowej na masową skalę w trakcie działań wojennych. Ten hipotetyczny sposób prowadzenia wojny charakteryzowałby się ogromnymi zniszczeniami infrastruktury, licznymi ofiarami wśród żołnierzy oraz cywilów, długotrwałym skażeniem środowiska.
Dotychczas broń jądrowa została użyta do działań wojennych dwukrotnie – w trakcie II wojny światowej wojska amerykańskie zrzuciły bomby atomowe na miasta Hiroszimę i Nagasaki.
W okresie zimnej wojny przeciwstawne bloki wojskowe (UW i NATO) posiadały plany uderzeń jądrowych na potencjalnego przeciwnika. W USA plany takie przygotowywano już od 1946 r. W 1960 r. opracowano zintegrowany plan operacyjny SIOP (Single Integrated Operational Plan), którego kolejne wersje obowiązywały aż do początku XXI w. Podobne plany operacyjne posiadały także ZSRR i Chiny. 

## Wojna jądrowa w kulturze
- W powieści Ostatni Brzeg Nevila Shute’a (ekranizacja 1959) w roku 1963 wybuchła wojna atomowa, rozpoczęta atakiem przy pomocy bomby jądrowej na Neapol przez Albanię. W tym świecie bomby atomowe były stosunkowo tanie. Wkrótce do podobnego ataku dochodzi na Tel Awiw. Wierząc że to Egipt, Brytyjczycy i Amerykanie atakują Kair, a ten w odwecie wysyła kupione od Rosjan samoloty nad Waszyngton i Londyn, zrzucając bomby atomowe. To sprawia, iż Zachód wierzy, że to Wschód zaatakował, więc rozpoczyna się walka UW-NATO. Chiny również dołączyły do wojny, licząc na to, że jako trzecia siła najpierw zniszczą imperialistów, a potem zagarną dla siebie Syberię. Po ataku na USA zaatakowali radzieckie ośrodki przemysłowe i zajęli nieskażoną część, a po zaniku radioaktywności również i centra przemysłu. Wedle zapisów użyto aż 4700 bomb.[1]
- W serii gier Wasteland w 1998 roku doszło do konfliktu atomowego i zniszczenia niemalże wszystkich miast na świecie. W roku 2087 nieliczne grupki ocalałych żyją z dala od ruin metropolii. W drugiej części serii, której akcja dzieje się 15 lat później, okazuje się, że za tak zwaną Wielką Wojną odpowiada Cochise - zaprojektowana w Bazie Cochise eksperymentalna sztuczna inteligencja, która została stworzona przez majora Harrisona Edsela, zabitego przez maszynę po zyskaniu przez nią samoświadomości. Ta zaś manipulowała rządem USA tak, by zaprojektował Stację Kosmiczną Cytadela do obrony terytorium kraju. Ładując się na zautomatyzowaną platformę upozorowała atak jądrowy ZSRR 21 marca 1998 roku (w rzeczywistości uderzenie meteorytu), co rozpoczęło trwające 13 minut bombardowania nuklearne na całej Błękitnej Planecie, obracając ją w nuklearne pustkowie. SI zamierzała wyeliminować zagrożenie w postaci ludzi i zastąpić kontrolowanymi przez siebie maszynami z pomocą Opiekunów - ludzi czczących technologię - lecz została powstrzymana przez Strażników. Drugi raz Cochise z pomocą Matthiasa starała się kontynuować swoje działania w 2102 roku (wydarzenia w Wasteland 2) i była bliska sukcesu, lecz poległa w trakcie wyjaśniania, co zrobiła przeszło sto cztery lata wcześniej.[2]
- W grze Afterfall: InSanity Niemcy opracowali bombę atomową Entropia. Przewożący ją samolot został zestrzelony przez brytyjskie siły powietrzne nad Kanałem La Manche, co doprowadziło do potężnej eksplozji, jaka rozpoczęła wojnę nuklearną i zniszczyła wszelkie życie na powierzchni.[3]
- W serii gier Fallout, przedstawiającej historię alternatywną, 23 października 2077 roku wybuchła tak zwana Wielka Wojna i toczyła się między największymi w tym świecie supermocarstwami: USA, Chinami i ZSRR. Spowodowana była klęskami Chin po nieudanej próbie zdobycia Alaski, rozpadu Europy i Bliskiego Wschodu oraz wyczerpania złóż naturalnych. W wyniku konfliktu Stany Zjednoczone zmieniły się w Pustkowia, a większość miast została zniszczona przez ataki chińskich rakiet. Podczas Wielkiej Wojny użyto tak wielu pocisków, że radioaktywne tereny istnieją nawet 210 lat (Fallout 4) po wojnie.[4]
- W Uniwersum Metro 2033 w dniu 6 lipca 2013 roku wybuchła tak zwana Trzecia Wojna Światowa, jaka zakończyła się zniszczeniem wielu miast na świecie, a ocalali żyją w podziemiach. Jednakże gra Metro Exodus pokazuje, że ostało się kilka miejsc na powierzchni gdzie można żyć, lecz wszelka władza centralna się rozpadła i powstało wiele lokalnych grup. Potwierdza to też kilka książek. Istnieją dwie poprawne wersje odnośnie do rozpoczęcia wojny: Chiny zaatakowały Tajwan, stronę Tajwanu wziął Zachód, a Chin - Rosja. Inna wersja mówi że Iran zaatakował Izrael, a ten odpłacił się tym samym. Stronę Izraela wziął Zachód, natomiast Chiny i Rosja - Iranu.[5]